# For You Blue
For You Blue è la quarta canzone di George Harrison a venire pubblicata su un singolo dei Beatles, dopo The Inner Light (lato B di Lady Madonna), Old Brown Shoe (lato B di The Ballad of John and Yoko) e Something, unico lato A; venne pubblicato come singolo solo negli USA.

## Descrizione
Il pezzo venne scritto da George Harrison come canzone d'amore dedicata a sua moglie Pattie Boyd. Inoltre fu inclusa come B-side del 45 giri Long and Winding Road, uscito in vari Paesi, ma non in Gran Bretagna, primo in classifica negli Stati Uniti e in Canada nel giugno 1970. Nella classifica Cash Box Top 100, che misurava le performance di ogni lato di un singolo separatamente, For You Blue raggiunse la posizione numero 71.
La canzone è sostanzialmente un blues in dodici battute in stile country blues. Quando scrisse For You Blue, Harrison era parzialmente influenzato dal periodo trascorso con Bob Dylan e The Band a Woodstock nel novembre–dicembre 1968. Nonostante questa permanenza fosse stata musicalmente gratificante per Harrison, quando tornò, i Beatles lavorarono alla canzone in un'atmosfera di discordia, durante le riprese del film Let It Be - Un giorno con i Beatles. Registrata negli studi della Apple Records di Londra alla fine del gennaio 1969, la canzone include un assolo di lap steel guitar suonato da John Lennon. I critici musicali espressero giudizi contrastanti sul pezzo: alcuni ammirarono la leggerezza della traccia come una convincente prova di gruppo in chiave blues, mentre altri la definirono scialba ed insignificante, soprattutto se paragonata ad altre composizioni di Harrison rifiutate dai Beatles nel periodo delle sessioni per Let It Be.

### Composizione
Canzone blues di struttura classica ma scorrevole e distesa, è dedicata da George a Pattie Boyd e in essa Harrison, alla chitarra acustica, approfitta per rendere omaggio a Elmore James, chitarrista blues americano, citandolo durante l'assolo di Lennon alla slide guitar.
George's Blues, titolo originale di For You Blues che alla fine diventò For You Blue, venne registrata in una sola giornata, il 25 gennaio 1969. La leggerezza del pezzo è confermata dall'autore che dichiarerà: «È una semplice canzone in dodici battute che segue tutti i normali canoni delle canzoni in dodici battute, tranne il fatto che è spensierata!».

### Registrazione
For You Blue fu una delle molte canzoni nuove provate dai Beatles ai Twickenham Film Studios di Londra, nel gennaio 1969. Il progetto del film, inizialmente chiamato Get Back e poi diventato Let It Be, faceva parte del proposto ritorno alle esibizioni dal vivo della band sin dal 1966. Harrison disse che al suo ritorno da Woodstock nel dicembre 1968, era diventato "abbastanza ottimista" circa il nuovo progetto, specialmente verso l'idea di "un ritorno alle origini" nelle sonorità dei Beatles. In aggiunta, oltre al periodo passato con la Band, gli era piaciuto molto suonare in delle jam session con dei musicisti di Los Angeles durante le sessioni per Is This What You Want?, un album di Jackie Lomax prodotto da Harrison stesso per la Apple. Le prove dei Beatles furono quindi filmate e registrate dal regista Michael Lindsay-Hogg con l'idea di un film documentario che avrebbe accompagnato un concerto del gruppo in televisione.
Il 7 gennaio Harrison presentò ai compagni una versione preliminare del pezzo, durante una giornata segnata da litigi e malumori tra i membri del gruppo. Nel loro studio dei nastri del progetto Get Back, gli esperti Doug Sulpy e Ray Schweighardt scrissero che i Beatles provarono For You Blue sbrigativamente, nel mezzo di discussioni piene di acredine circa il loro futuro, e con Harrison in forte disaccordo con McCartney sull'idea del concerto. All'insoddisfazione di Harrison per le sessioni ai Twickenham Studios, si aggiunse anche il fatto che alcune sue canzoni quali All Things Must Pass, Let It Down e Hear Me Lord non avevano entusiasmato Lennon e McCartney. I Beatles tornarono a lavorare su For You Blue il 9 gennaio, giorno nel quale Harrison aveva completato il testo della canzone. Egli suggerì che il brano avesse bisogno di un arrangiamento acustico in stile skiffle o, citando il chitarrista Son House come esempio, country blues. Il giorno seguente, Harrison abbandonò bruscamente le sessioni, a causa della prepotenza di McCartney e della mancanza di interesse mostrata da Lennon.

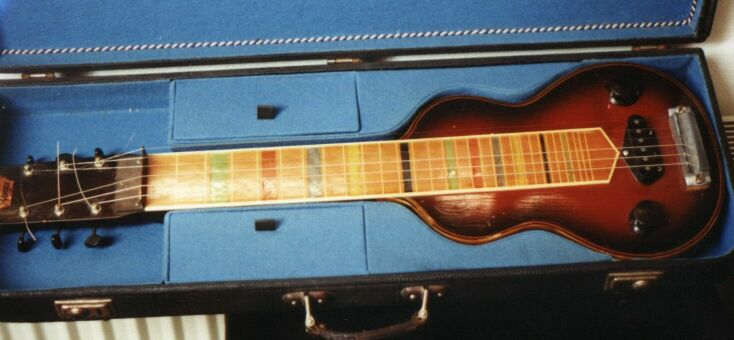
Una lap steel guitar. La canzone include un assolo di Lennon suonato con una chitarra Höfner lap steel.

Come condizione per il proprio ritorno, Harrison pretese che il gruppo abbandonasse l'idea del concerto in tv e che si trasferisse a provare negli studi della Apple nel centro di Londra. Il 22 gennaio ripresero quindi le sedute in studio. For You Blue fu una delle prime canzoni ad essere incise il 25 gennaio, questa volta in un'atmosfera più rilassata e cordiale, con Glyn Johns e George Martin a dividersi nel ruolo di produttore. Per riguardo verso il suggerimento di Harrison di un arrangiamento acustico semplice, la band suonò il pezzo in stile urban blues e John Lennon vi suonò un assolo di lap steel guitar.
Per soddisfare la richiesta di Harrison di avere nel pezzo una sonorità di pianoforte "honky tonk", McCartney interpose dei fogli di carta tra le corde del piano. Oltre all'assolo al pianoforte, Paul si sarebbe occupato anche di suonare il basso nella canzone, come riferito da George Harrison nel 1987 in un'intervista concessa alla rivista Creem. Diversamente, lo scrittore Simon Leng accredita Harrison per la parte di basso, eseguita però su una chitarra acustica. Ringo Starr contribuì con una vigorosa parte di batteria.
Quando il progetto del film venne riavviato nel gennaio 1970, Harrison decise di reincidere la sua traccia vocale in For You Blue. Si trovò quindi con Glyn Johns agli Olympic Sound Studios l'8 gennaio 1970 per perfezionare il cantato in falsetto ed aggiungere, durante l'assolo di Lennon, delle divertite incitazioni («Go, Johnny, go!») e un riferimento scherzoso a Elmore James («Elmore James got nothin' on this, baby!»), che finirono nella versione finale pubblicata della canzone.

### Pubblicazione
La Apple Records pubblicò Let It Be l'8 maggio 1970 con For You Blue inserita come penultima traccia sull'album, tra The Long and Winding Road e Get Back. L'uscita del disco avvenne un mese dopo lo scioglimento dei Beatles e poco tempo prima del debutto nelle sale del documentario Let It Be - Un giorno con i Beatles. La presenza della canzone nel film, segna il cambio di location del progetto Get Back, con lo spostamento dagli studi Twickenham a quelli Apple.
For You Blue venne scelta come B-side del singolo The Long and Winding Road, pubblicato negli Stati Uniti l'11 maggio ma non in Gran Bretagna. In America, For You Blue ebbe sufficienti passaggi radiofonici tanto che la rivista Billboard accorpò le due canzoni insieme, come singolo doppio lato A, quando il disco raggiunse la vetta della Hot 100.
For You Blue divenne quindi una delle canzoni di Harrison, sia come membro dei Beatles sia come solista, con il miglior piazzamento nella classifica di Billboard. Nel 1976, fu tra le sette tracce dei Beatles che la Capitol Records selezionò per l'inclusione nella raccolta The Best of George Harrison.
La prima take di For You Blue, risalente al 25 gennaio 1969, fu pubblicata nella raccolta Anthology 3 nel 1996.

## Formazione
- George Harrison — voce, chitarra acustica
- Paul McCartney — Pianoforte preparato
- John Lennon — slide guitar
- Ringo Starr — batteria[24]